# فرق توقيت (مسلسل)
فرق توقيت  مسلسل تلفزيوني مصري عرض في رمضان 1435هـ/2014م تدور أحداث المسلسل حول كريم المتعدد العلاقات النسائية، والذي يختفي في ظروف غامضة ومن ثم يدخل في غيبوبة، وتبدأ الشرطة في التحقيق في كيفية وأسباب اختفائه، ليكون كل من حوله متهمون، بداية من الفتاة التي تحبه بطريقة مرضية، وصديقه الذي يغار منه، ومنافسه في العمل وزوجته، وأخاه نظرًا للصراعات بينهم، فكل شخص يملك الدوافع لأن يكون هو من وراء ما حدث لياسين، وتتصاعد الأحداث حتى الوصول إلى حل لغز كريم. بسبب هذا الطموح.

## طاقم العمل
- تامر حسني ( ياسين )
- نيكول سابا ( ليلى )
- ظافر العابدين ( سميح )
- شيري عادل ( ريهام )
- تميم عبده
- مي سليم ( يارا )
- محمد ممدوح (ادهم)
- أحمد السعدني ( ياسر )
- وليد فواز(طارق)
- بيومي فؤاد
- شريف عمر
- عمر حسن يوسف
- نهى عابدين (نيرمين)
- محسن محي الدين
- صفاء الطوخي
- هنا الزاهد
- ياسر الطوبجي (دكتور)
- محمد مرزبان
- محمد مهران